# Erich Übelhardt
Erich Übelhardt, né le 7 juin 1958, est un coureur cycliste suisse spécialiste de VTT cross-country.

## Palmarès en VTT

### Championnats d'Europe
- 1989
  -  Médaillé de bronze du cross-country
- 1991
  -  Champion d'Europe de cross-country
- 1992
  -  Champion d'Europe de cross-country